# François De Smet (politicus)
François De Smet (Brussel, 3 mei 1977) is een Belgisch politiek filosoof, scenarist, columnist en politicus voor DéFI.

## Levensloop
De Smet studeerde rechten en filosofie aan de ULB, waar hij in 2010 tevens een doctoraat in de filosofie behaalde. Aan de ULB werd hij wetenschappelijk medewerker bij het Interdisciplinair Studiecentrum voor Religies en Laïciteit (CIERL). Van 2003 tot 2009 was hij eveneens wetenschappelijk medewerker aan het Centrum voor Politieke Theorie van de ULB. Ook werd hij van 2010 tot 2016 hoofdassistent aan de Haute École de Namur-Liège-Luxembourg en van 2014 tot 2016 hoofdassistent aan de Haute École Libre de Bruxelles Ilya Prigogine. Daarenboven was hij van 2016 tot 2019 lid van de jury van het Federaal Fonds voor Wetenschappelijk Onderzoek die wetenschappelijke prijzen uitreikt. Zijn onderzoeksdomeinen waren vooral politieke filosofie en hedendaagse kwesties. 
Van 1999 tot 2004 was hij tevens adviseur op het kabinet van Hervé Hasquin, toenmalig minister-president van de Franse Gemeenschapsregering. Op diens kabinet werkte hij rond burgerschap en gelijke kansen. Daarna werkte hij van 2006 tot 2010 op het Departement Migratie van het Centrum voor Gelijkheid van Kansen en Racismebestrijding. Vervolgens was hij van 2010 tot 2015 directeur van Promo Jeunes, een jeugdhulporganisatie aan het metrostation De Brouckère. Van 2015 tot 2019 was De Smet directeur van de federale overheidsdienst Myria, die onder andere waakt over de grondrechten van migranten en strijdt tegen mensensmokkel en mensenhandel.
Ook werd De Smet actief in allerlei verenigingen, zoals de Beweging tegen Racisme, Antisemitisme en Xenofobie (MRAX), en stichtte hij in 2003 de vzw La Charge du Rhinocéros, dat cultuur wilde gebruiken als instrument voor ontwikkelingssamenwerking, de promotie van burgerschap en de strijd tegen racisme, zowel in België als in het buitenland. Bovendien werd hij columnist voor de kranten La Libre Belgique en L'Echo en het magazine Le Vif/L'Express en commentator voor de radiozender La Première, coscenarist van meerdere documentairefilms en publiceert hij boeken over politieke filosofie en onderwerpen als migratie en laïciteit. 
Voorts was hij van 2007 tot 2016 zaakvoerder van Simon Go!, een bedrijf voor de creatie en uitzending van audiovisuele werken dat hij mee oprichtte, en zetelde hij tussen 2015 en 2020 in de raad van bestuur van het cultureel centrum La Botanique en van 2015 tot 2021 in de raad van het bestuur van het Nationaal Theater van de Franse Gemeenschap. Van 2006 tot 2017 was hij tevens ondervoorzitter van de vzw Article 27, die werkte aan het toegankelijker maken van cultuur voor de meest kwetsbare groepen in de maatschappij.
Bij de federale verkiezingen van 26 mei 2019 was De Smet lijsttrekker voor DéFI in de kieskring Brussel-Hoofdstad en werd hij verkozen in de Kamer van volksvertegenwoordigers. Bij de verkiezingen van juni 2024 werd hij opnieuw lijsttrekker voor zijn partij in Brussel-Hoofdstad en in die hoedanigheid verkozen voor een tweede termijn in de Kamer.
In oktober 2019 werd bekend dat hij kandidaat was om Olivier Maingain op te volgen als partijvoorzitter van DéFI. Op 1 december 2019 werd hij verkozen als partijvoorzitter met 62,3 procent van de stemmen. Drie jaar later, op 4 december 2022, werd hij met 59 procent van de stemmen herkozen als partijvoorzitter van DéFI. Na de verkiezingsnederlaag van zijn partij in juni 2024 diende De Smet op het partijbureau zijn ontslag in als voorzitter. Op 5 juli 2024 werd hij opgevolgd door Sophie Rohonyi.
Op lokaal politiek niveau is De Smet sinds december 2024 gemeenteraadslid van Sint-Pieters-Woluwe, waar hij in oktober 2024 als lijsttrekker van zijn partij werd verkozen.
- Bibliothèque nationale de France: cb137491858 (data)
- Gemeinsame Normdatei: 138205817
- International Standard Name Identifier: 0000 0000 7838 7621
- Library of Congress Control Number: n2002097930
- Nationale Bibliotheek van Tsjechië: pna20181009660
- Nationale Bibliotheek van Israël: 987011066406305171
- Système universitaire de documentation: 058215778
- Virtual International Authority File: 88256701
- WorldCat: E39PBJf4h4RcrHjrfK9cKdGT73